# أنتوني ر. هنتر
أنتوني ر. هنتر (بالإنجليزية: Anthony R. Hunter) هو أحيائي وعالم كيمياء حيوية أمريكي، ولد في 23 أغسطس 1943 في أشفورد في المملكة المتحدة.